# スカリフィケーション

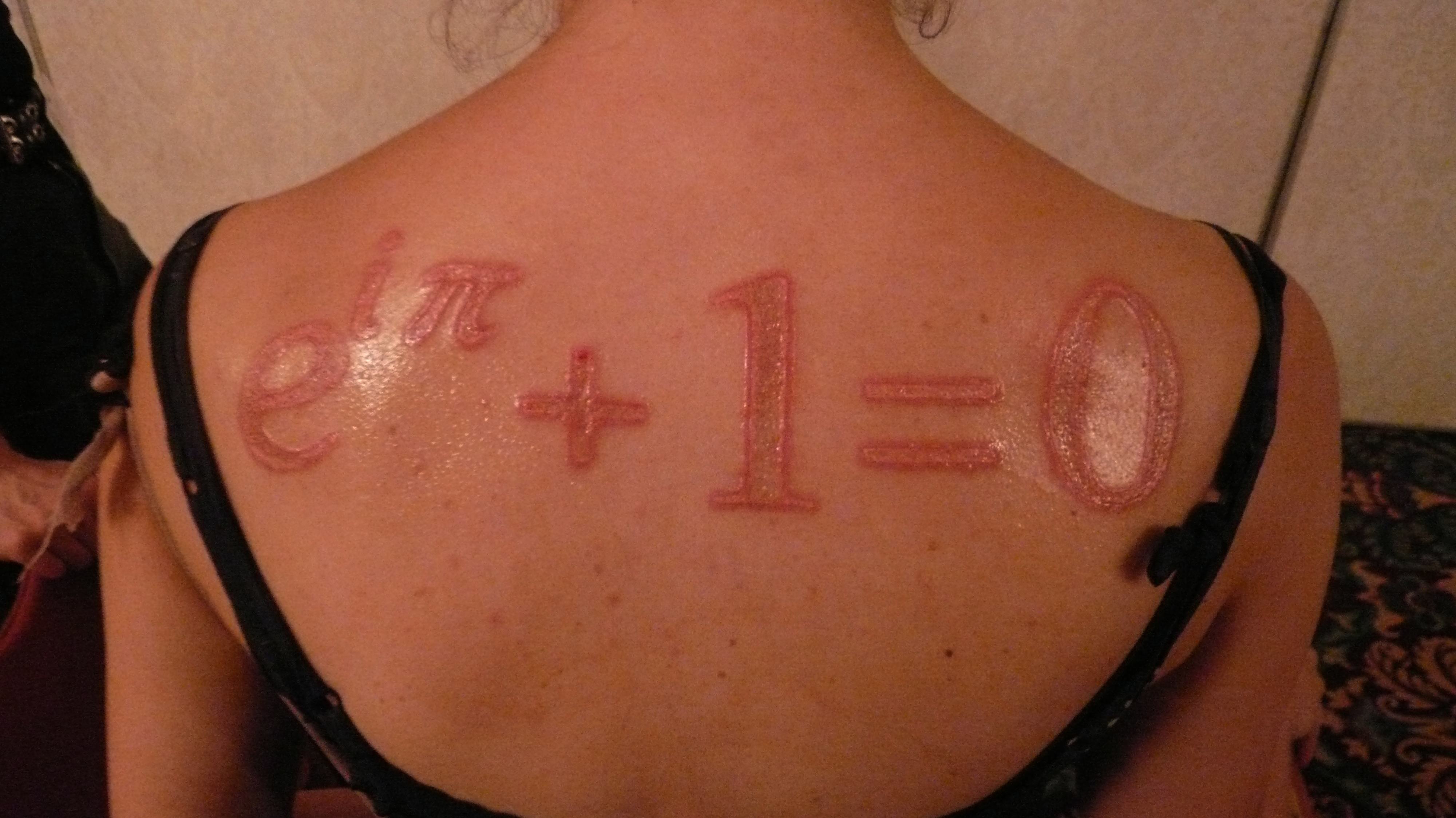
スカリフィケーション

スカリフィケーション（英語：scarification）とは、身体装飾（身体改造）の一種で、皮膚に切れ込みや焼灼を行った際に形成される瘢痕を利用して肉体に文様を描くもの。文化人類学・民族学等の用語としては瘢痕文身（はんこんぶんしん）とも呼ぶ。色料を用いる場合は、一般的に入れ墨（刺痕文身）として区別される。

## 形状

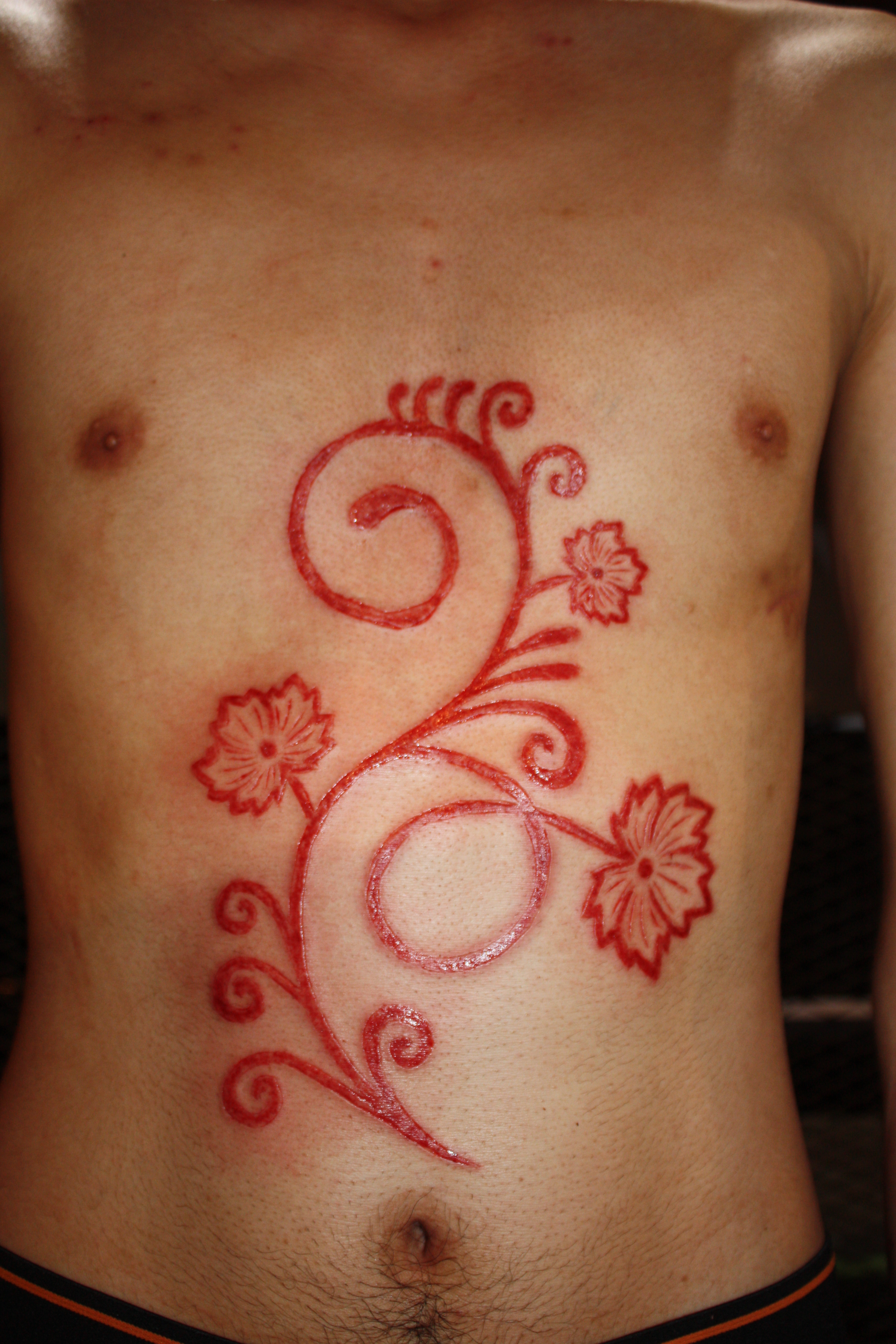
タトゥーガンスカリフィケーションによる作品

スカリフィケーション（瘢痕文身）の慣習は、ネグリト、メラネシア人、アボリジニ、インディオなどの肌の色の濃い民族の間で見られる。瘢痕文身が施される部位は顔面、胸部、腹部、背中、陰部、手足など民族によって様々である。文様も抽象的・幾何学的なものが多く採用されるが、民族によって意味も表象も異なる。また、成人式の儀礼の一部として行われることがもっとも多く、その場合は瘢痕文身に伴う苦痛に耐えることが成員として認められる条件となっており、文様が各民族の集団生活の中における社会的地位の指標となっている。例えば文様によって男性の戦歴や女性の結婚や出産経験を明示する場合もあり、
そして美の証としても刻まれる。こういった意図的な象徴の他、映像作家のレニ・リーフェンシュタールはスーダンのヌバ族へのフィールドワークから、身体への切開による時間をかけた傷の形成によって、免疫を発達させる効果をもたらしていると指摘している。現代では、自由意志による嗜好からスカリフィケーションを行う者もおり、専門のアーティストも活動している。

## 治癒
スカリフィケーション後の治癒は、体質やその後の扱いにより大きく異る結果となる。技法による傷痕の残り具合も様々であり、デザインに応じた技法が求められる事が多い。一般的に女性のほうが傷が残りやすいとされるが、アーティストによっては複数回の施術を同じ部位に対して行うことでそういった差を埋める場合も存在する。治癒後の多様性の例としては、近年までスキンリムーバルによる施術は陥没した傷痕が残ると言われてきたが、体表より盛り上がりを見せる瘢痕状に治癒する作品も生み出されている事等がある。

## 手法

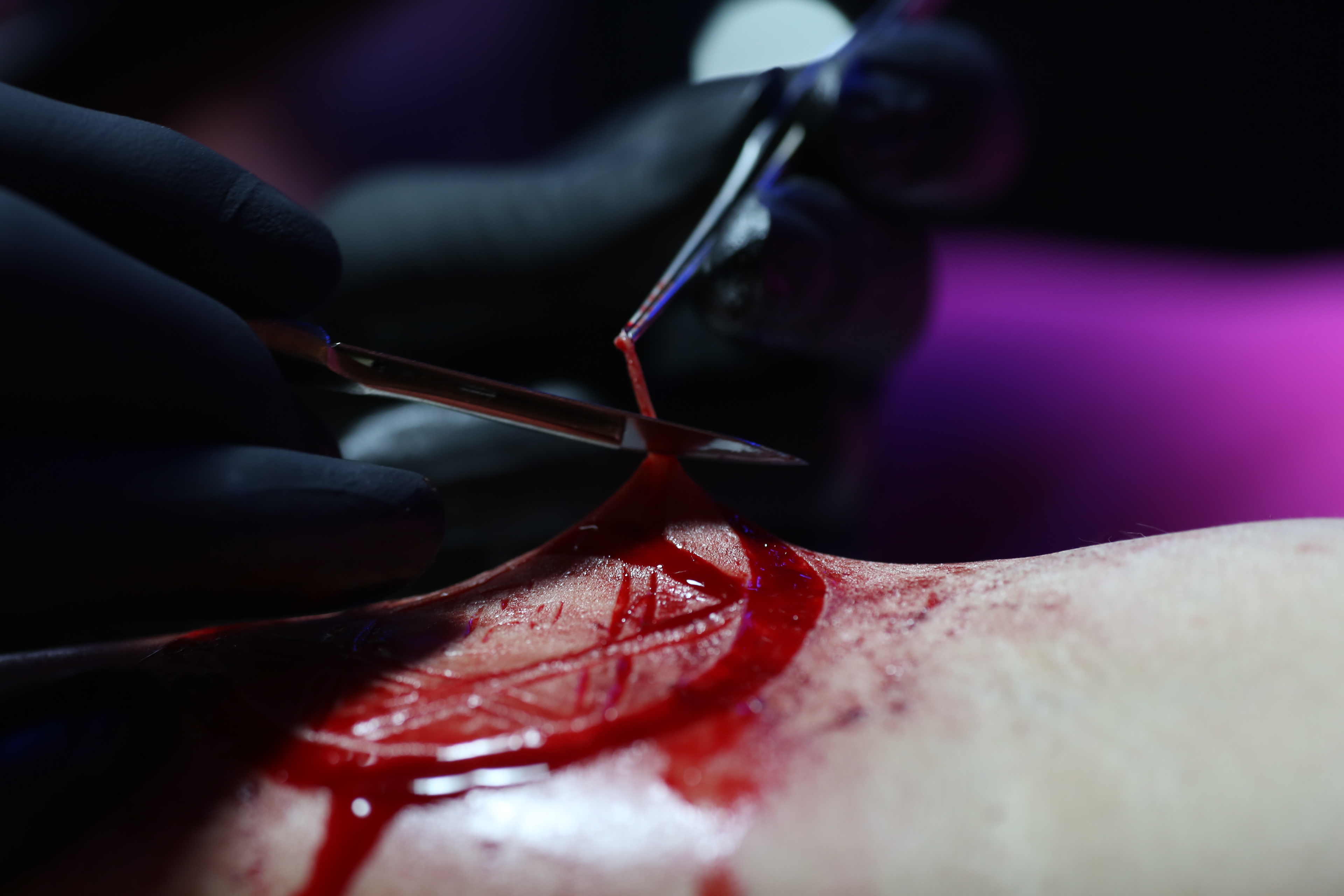
スキンリムーバルの施術風景
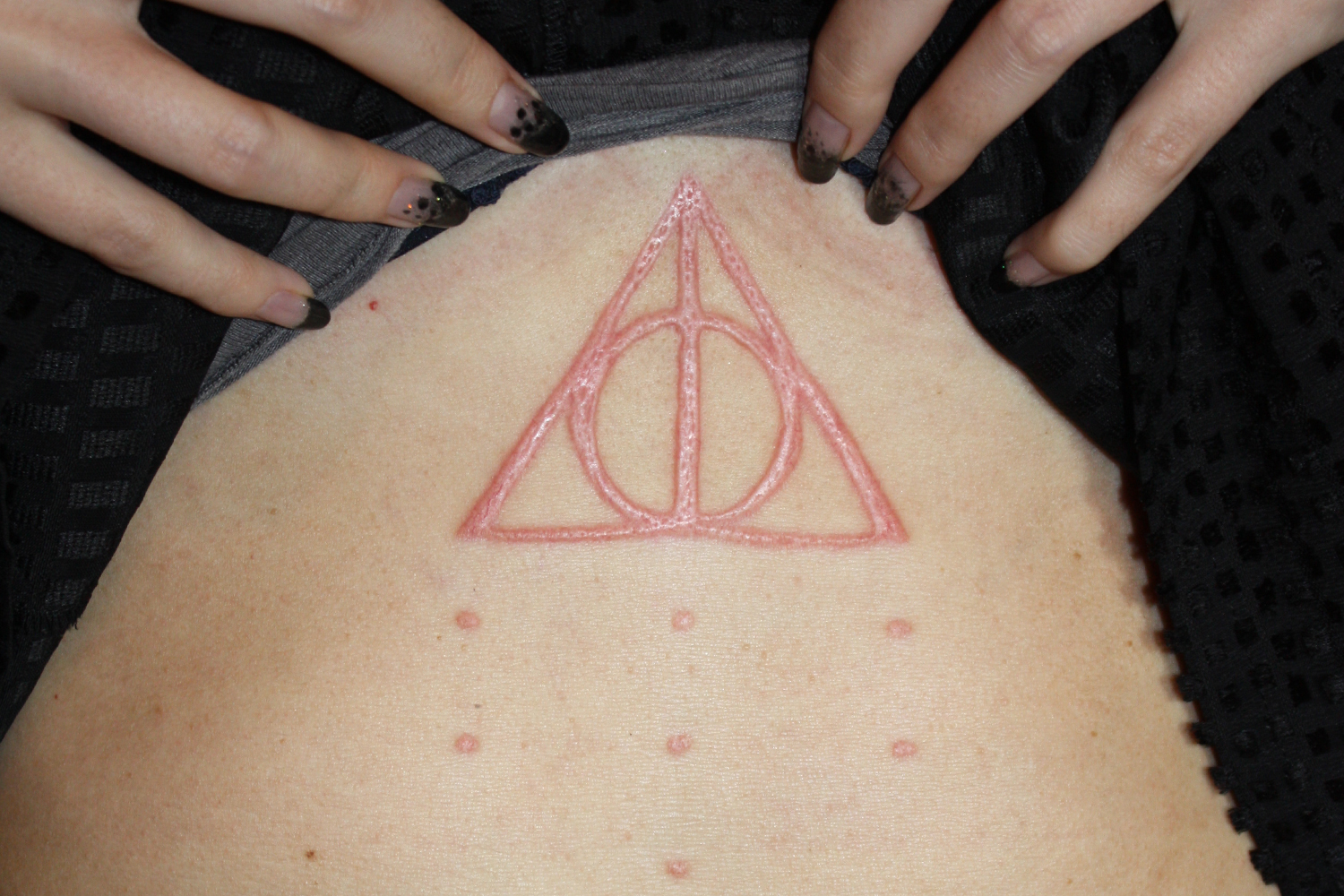
完治したスキンリムーバル

伝統的なスカリフィケーションでは、切れ込みを入れる場合は、フリントや石英の石器、骨角器、ガラスや金属などのナイフ状や針状の道具が用いられ、焼灼の場合は炭や木の燃え差しが用いられる。このほか、粘着性物質を皮膚に貼付して表面を一緒に剥ぎ取る手法なども見られる。こうしてつけられた傷は、瘢痕化を促すために灰や砂、鳥の羽毛などが刷り込まれたり、施した部位を紐や布で縛る場合が多い。
現代では、医療用メスや器具などを用いて施術され、主に以下の手法が用いられる。
カッティング
医療用メスで皮膚を切開することにより、傷跡で模様を描く手法。
スキンリムーバル/ピーリング
医療用器具で皮を剥ぐことにより、模様を描く手法。表現したいデザインの形に皮膚をカッティングではなく面で除去していくもの。
タトゥーガンスカリフィケーション/ニードルスカリフィケーション
タトゥーを彫るマシンや針状の器具を使用して傷跡をつけていく手法。傷跡を確実に残すため、インクを使用せずにタトゥーを彫る事とは異なる方法で行われる場合が多い。
ブランディング（焼印）
熱した金属を肌に押し当てることにより、皮膚に火傷を起こすことによって模様を描く手法。
フィルド・イン（焼き潰し）することによって面として模様を付けることも可能。
インクラビング
カッティング等によって得られた傷にインクを刷り込むことにより、色彩鮮やかな模様を描くことができる。しかし、経年変化による退色も伴う。
- スキンリムーバルの施術風景
- 完治したスキンリムーバル